# Nelly Korda
Nelly Korda, född den 28 juli 1998 i Bradenton, Florida, är en amerikansk professionell golfspelare. Hon var rankad etta i världen 2021 och 2022..
Korda deltag i olympiska sommarspelen i Tokyo 2021, där hon vann guld.
Hon är dotter till tennisspelaren Petr Korda. Hennes äldre syster Jessica (född 1993) är också golfproffs. Hon har en yngre bror, Sebastian (född 2000), som är tennisspelare och som vann pojksingelturneringen vid Australiska öppna 2018.